# F Niterói (F-40)
La fragata Niterói (F-40) de la Marinha do Brasil es la cabeza de serie de su clase de fragatas. Fue puesta en gradas en 1972, botada en 1974 y asignada en 1976.

## Construcción
Construida por Vosper Thornycroft Ltd. (Woolston, Hampshire, Inglaterra), fue puesta en gradas el 8 de junio de 1972, botada el 8 de febrero de 1974 y asignada el 20 de noviembre de 1976.

### Características
Fragata de 3800 t de desplazamiento (a plena carga), 129 m de eslora, 13,5 m de manga y 5,9 m de calado; propulsión CODOG de 2 turbinas de gas Rolls-Royce Olympus y 4 motores diésel MTU (velocidad 30 nudos y autonomía 7500-8000 mn a 15 nudos); 1 cañón Vickers Mk-8 de 114 mm, 2 cañones 40 mm/L70, 2 lanzadores Sea Cat (2×3), 1 lanzacohetes antisubmarino de 375 mm y 2 montajes tubos lanzatorpedos (2×3).

## Historia de servicio
A lo largo de su vida operativa ha participado de numerosos ejercicios y operativos con otras unidades y otras marinas.